# Reinhard Rösler
Reinhard Rösler (* 17. Januar 1940 in Waldenburg, Schlesien) ist ein deutscher Germanist und Hochschuldozent.
Reinhard Rösler studierte in Jena Germanistik und war zuerst in Ballenstedt und Schwerin Deutschlehrer. Danach ging er als Deutschlektor und Germanist ins Ausland (Bagdad, Kairo, Klausenburg, Danzig). 1980 promoviert, acht Jahre danach habilitiert arbeitete Rösler dann an der Pädagogischen Hochschule Güstrow und an der Universität Rostock in den Bereichen Neuere und Neueste deutsche Literatur. Seit 1998 ist Reinhard Rösler Privatdozent, ab 2005 in Polen an der Universität Zielona Góra.
Als Verleger sorgte er für die Neuausgabe der Werke von Adam Scharrer und Alwine Wuthenow.
Rösler ist Mitglied des Beirats der Fritz Reuter Gesellschaft in Neubrandenburg.

## Werke
- Beiträge der Publizistik für die Entwicklung der Literatur in den westlichen Besatzungszonen Deutschlands während der Jahre 1945 - 1949. Dissertation A,1980.
- Untersuchungen zum literarischen Leben in Mecklenburg 1945 bis 1949. Dissertation B, 1988.
- ... damit ich nicht noch mehr als Idylliker abgestempelt werde. Ehm Welk im literarischen Leben Mecklenburg-Vorpommerns nach 1945. Hgg. mit Monika Schürmann. Rostock 1998. Weimar u. Rostock 2005.
- Autoren, Debatten, Institutionen. Literarisches Leben in Mecklenburg-Vorpommern 1945 bis 1952. Hamburg 2003.
- Die Geschichte war ein Anfang. Neue Beiträge zu Ehm Welks "Heiden von Kummerow". Hgg. mit Monika Schürmann.

| Personendaten    | Personendaten                           |
| ---------------- | --------------------------------------- |
| NAME             | Rösler, Reinhard                        |
| KURZBESCHREIBUNG | deutscher Germanist und Hochschuldozent |
| GEBURTSDATUM     | 17. Januar 1940                         |
| GEBURTSORT       | Waldenburg, Schlesien                   |